# Byler-Syndrom
Das Byler-Syndrom (auch Progressive familiäre intrahepatische Cholestase (PFIC), oder Byler-Krankheit genannt) ist eine genetisch bedingte Erkrankung der Leber (autosomal-rezessiv vererbt). Die Ausscheidung von Gallensäuren ist gestört. Man unterscheidet Typ I und Typ II.
Die Behandlung besteht im Ersatz fettlöslicher Vitamine und einer speziellen Diät. Lediglich die Transplantation einer gesunden Leber führt zur  Heilung. Ohne Lebertransplantation ist die Prognose allerdings schlecht: Nur wenige Kinder erreichen das Alter von zehn Jahren.